# Schloss Neuhaus (Selbitz)

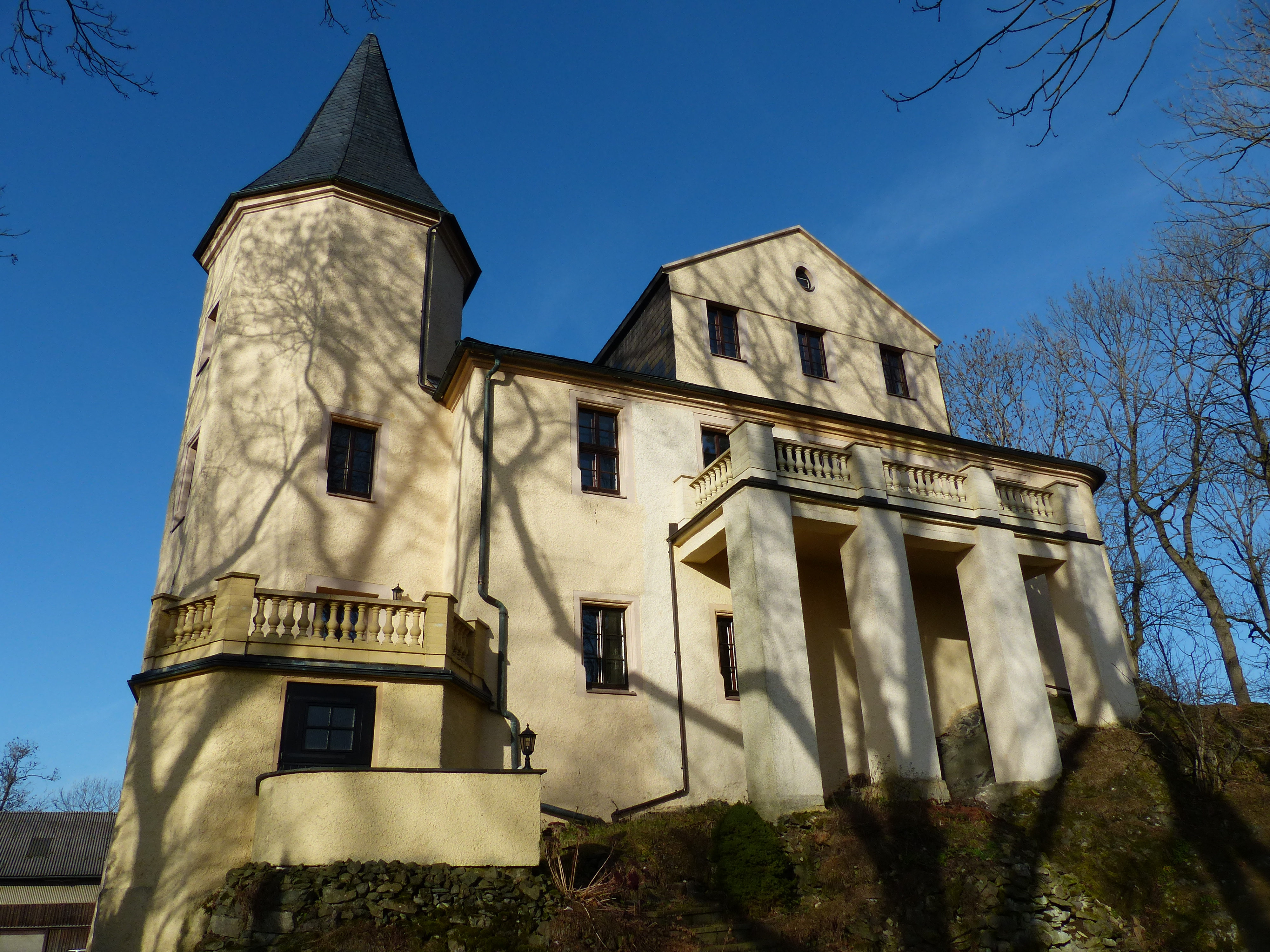
Ansicht des Schlosses

Das Schloss Neuhaus ist ein Schloss im Gemeindeteil Neuhaus von Selbitz.

## Geschichte
Es handelt sich um einen spätmittelalterlichen Palas, der 1427/28 als Ersatz für die 1382 zerstörte und nicht wieder aufgebaute Burg Rodesgrün von den Herren von Reitzenstein errichtet wurde. Das Schloss gehörte zur Vogtländischen Ritterschaft. Als markgräfliches Lehen gehörte es den Familien von der Grün, Waldenfels und Beulwitz. Im Laufe des letzten Drittels des 19. Jahrhunderts sowie 1910 bis 1912 erfolgten Umbaumaßnahmen. Das Schloss befindet sich in Privatbesitz, letzte Besitzerwechsel waren 1999 und 2013. 
An der Südwestecke befindet sich ein achteckiger Turm; vom ehemaligen Ringgraben ist nur nordostseitig ein längeres Stück mit Außenwall erhalten.